# 帕特克里角
73°28′S 66°51′E / 73.467°S 66.850°E
帕特克里角（英語：Patrick Point）是南極洲的海岬，位於麥克羅伯特森地的查爾斯王子山脈，是坎普斯頓山的北端，以無線電報務員命名，現時由南極條約體系管理。